# IOS 8
iOS 8是美國蘋果公司旗下行動作業系統iOS的第八個主要版本，取代前代作業系統iOS 7。iOS 8於2014年6月的WWDC大會中首次公布，並於同年9月17日正式推出。繼任者為2015年9月16日推出的iOS 9。
iOS 8做出了許多重大的改變。iOS 8再度對使用者介面進行變更，並首次引入接續互通功能體系，能不間斷的銜接蘋果裝置的作業。接續互通包括Handoff，能在不同裝置間同步應用程式作業，包括撰寫郵件及瀏覽網站等；通用剪貼板功能，能在不同裝置間同步拷貝的文字、圖片或其他內容；行動網路通話功能，在同一環境下能使用Mac接聽、撥打電話；及Instant Hotspot功能，能透過Mac開啟iPhone熱點。家人共享功能，能讓多達六位的家庭成員分享從iTunes Store與App Store購買的內容，無須共用帳號；用戶可用同一張信用卡支付全家人購買的內容，也可設定限制未成年成員的消費；全新QuickType鍵盤，能自動建議單字；第三方廠商權限增加，可提供小工具及鍵盤。
iOS 8的內建應用程式也得到了升級：新增健康應用程式，整合第三方健康相關應用程式資料；引入蘋果自有雲端硬碟服務iCloud Drive，提供5GB免費空間供用戶儲存檔案，Siri的語音識別也從以前的整句輸入後識別，改為逐詞識別。在iOS 8.4中，蘋果引入了音樂串流服務Apple Music及廣播電台Beats 1。
在iOS 8正式版推出後一周內，整體安裝率達到46%，不過在之後因為大量儲存空間較少的裝置無法升級而暫時停滯不前。至2014年底，整體安裝率達到63%。

## 歷史

### 公開與發佈
iOS 8於2014年6月2日的WWDC大會中首次公開，測試版本隨後即向開發者釋出。
2014年9月17日，iOS 8正式推出。

### 主要更新

#### 8.0.1
iOS 8.0.1於2014年9月24日發布。此更新修復了如HealthKit健康功能、第三方鍵盤支援失效、SMS和MMS訊息接收失敗等問題，卻在推出正式版後出現無法接收電信訊號、Touch ID失效等問題，蘋果因此緊急撤回更新，並建議受到影響的用戶重新安裝iOS 8.0，等待更新。隔日，蘋果推出iOS 8.0.2更新，修正問題。

#### 8.0.2
iOS 8.0.2於2014年9月25日，即iOS 8.0.1更新發布隔日推出。此更新除了包含iOS 8.0.1所有的更新內容之外，並修复了iOS 8.0.1更新導致的iPhone 6及iPhone 6 Plus無法接收電信訊號、Touch ID失效等問題。

#### 8.1
iOS 8.1於2014年10月20日發布。此更新首次引入iCloud相片圖库功能，加入了AirDrop對Passbook票卡的支援、全新行動支付功能Apple Pay的支援，在設定「鍵盤」選單內加入「聽寫」選項，並修复了一些漏洞。

#### 8.1.1
iOS 8.1.1於2014年11月17日發布。此更新改進了舊版裝置如iPad 2和iPhone 4s的穩定性和執行效能，並修正部分錯誤。

#### 8.1.2
iOS 8.1.2於2014年12月9日發布。此更新包含了部分錯誤修正，並解決了從iTunes Store購買的鈴聲可能已從裝置上移除的問題。

#### 8.1.3
iOS 8.1.3於2015年1月27日發布。此更新減少了執行軟體更新時所需的儲存空間用量，并修正了部分漏洞。

#### 8.2
iOS 8.2於2015年3月9日發布。此更新新增對蘋果最新智慧手表Apple Watch的支援，加入全新的Apple Watch应用程式；改进健康应用程式功能，並提升系統效能，同时修復大量漏洞。

#### 8.3
自iOS 8.3起，蘋果推出公開Beta版软件计划，讓消費者也可免費试用预发布版本软件，并向蘋果反馈問題。
iOS 8.3於2015年4月8日發布。此更新重新設計表情符號鍵盤、新增無線CarPlay功能支援，並提升效能、修正大量錯誤。

#### 8.4
iOS 8.4於2015年6月30日發布。此更新首次引入音樂串流服務Apple Music及廣播電台Beats 1，並將有聲書自音樂應用程式移至iBooks應用程式。

#### 8.4.1
iOS 8.4.1於2015年8月13日發布。此更新改善了Apple Music的穩定性，並修復了包括越獄工具太極越獄使用的檔案系統漏洞在內的許多漏洞。此更新也是iOS 8的最終版本。

## 系統新增功能

### 接續互通
iOS 8首度引入接續互通功能體系，能不間斷的銜接蘋果裝置的作業。接續互通包括Handoff功能，能透過無線網路或行動數據在不同裝置間同步應用程式作業。在切換應用程式時，iOS 8会自动在多工處理界面上显示出用户近期在其它裝置上使用的應用程式，以便用户開啟應用程式继续作業；通用剪貼板功能，能在不同裝置間同步拷貝的文字、圖片或其他內容；行動網路通話功能，在同一環境下能使用Mac或iPad接聽、撥打電話；及Instant Hotspot功能，能透過Mac開啟iPhone熱點。
由於軟體因素，接續互通只支援搭载iOS 8和OS X Yosemite以上版本系统的裝置。

### Spotlight
在iOS 8中，Spotlight進一步与網路服务整合，用户可以於搜尋欄中直接搜尋维基百科、即時新聞、安裝在裝置上的應用程式、附近地点及iTunes Store媒體內容等。

### 通知中心
iOS 8的通知中心經過了重新設計，新增了小工具功能。第三方應用程式可開發附屬小工具，並由用戶加入通知中心。小工具不必透過應用程式即可顯示部分資訊，例如ESPN運動比賽分數或eBay的競標資訊等。用户可以自由添加、移除小工具並排列次序。
出現於螢幕上緣的橫幅通知訊息現在加入了直接回覆功能，用戶可在不切換應用程式的情況下直接在通知橫幅中回覆簡訊、將電子郵件刪除或標示為已讀等。

### 鍵盤
iOS 8首度引入全新QuickType鍵盤，可在輸入文字時即時顯示字詞的預測候選。iOS 8將自動學習使用者的輸入習慣和用詞風格，且能依據傳送對象產生不同的預測內容。字詞預測支援包括英文、中文、日文等14種語言。
iOS 8首度支援第三方输入法，如嘸蝦米輸入法和百度输入法等。在一般情況下，iOS 8皆讓第三方输入法於沙盒隔離環境中運作，以免侵害個人隱私。只有用戶選擇開放個人資訊時，输入法才得以收集用戶資料。此外，第三方输入法不支援Siri聽寫功能。

### 家人共享
iOS 8首度引入家人共享功能，只要共同使用iOS 8和OS X Yosemite以上版本系统的裝置，用户可以與最多6名家庭成员共同分享使用同一张信用卡购买的應用程式、音乐及电子书等數位內容，不需輸入個別的帳號及密碼。不過，未成年成員無法看見成人購買的內容。
家人共享功能也延伸至內建應用程式中，例如为所有家庭成员自动建立的相片串流，及自動同步的行事历等。未成年成員也可以藉由App Store、iTunes Store等商店介面向家长传送购买请求。

### 其它新增功能
於設定「行動數據」選單內新增了「数据漫游」選項，不過在推出時僅限欧洲地區用户使用。
首次支援免授權行動存取，即Wi-Fi通話功能，電信業者可自行決定是否啟用。
內建語音助理Siri現在支援Shazam歌曲辨識功能。

## 應用程式新增功能

### 相機及相片
在iOS 8中，相機及相片應用程式獲得了許多重大更新。

#### 相機
相機應用程式首次支援縮時攝影模式，能以每秒一幀的幀率錄製影片，並以正常影片速率播放；此外，新增的倒數計時器可延迟拍攝三至十秒。原先只在iPhone及iPod touch出現的全景拍攝模式，現在也支援iPad。

#### iCloud相片圖庫
iOS 8引入了「iCloud相片圖庫」功能，能在登入同一iCloud帳號的裝置間同步相片。由於相片及影片皆以最高品質上傳，因此用戶可設定僅保留與該裝置螢幕大小相符的快取版本，藉以減少檔案佔據的儲存空間。

#### 編輯功能
iOS 8的相片編輯功能較之前更加完善，新增了旋转图像及調整相片參數，如亮度、色调、濾鏡等功能。另外，還加入了隱藏相片的功能。

#### 搜尋功能
相片應用程式的搜尋功能得到了強化，可依照片拍攝日期、時間、拍攝地點，或相簿名稱等條件搜尋相片。

#### 「相機膠卷」標籤
在iOS 8中，蘋果以「最近加入」標籤取代了「相機膠卷」，但是由於遭到大批用戶及開發者抱怨使用困難，因此蘋果於iOS 8.1更新中加回了標籤。

### 訊息
在iOS 8中，訊息應用程式支援群組訊息功能，用戶可新建群組、加入或刪除群組成員及共享成員所在位置等。
用戶還可以透過手勢操作快速錄製並傳送音频或视频短片，並可一次選擇並傳送多项照片和影片。
在設定「訊息」選單中，加入了在一定時間後自動刪除訊訊息的選項。

### iCloud Drive
iCloud Drive是苹果提供的雲端硬碟服务。这项新功能允许用户透過iCloud用戶端應用程式及網站，跨平台存取相片、影片、文件及音乐等數位內容。

### App Store
在iOS 8中，App Store介面再度經過重新設計，並推出程式同捆包功能。另外，開發者可在應用程式頁面之「預覽」欄位內置入宣傳影片。

### 健康
iOS 8首次引入健康應用程式，详细记录用户的足迹，含氧量、睡眠状态和其他与身体健康有关的数据，還可以整合第三方健康相關應用程式資料。蘋果也新增了HealthKit及Researchkit軟體框架，提供开发者开发与新的健康管理应用相整合的软件。

### HomeKit
iOS 8首次引入HomeKit軟體框架，供開發者開發與控制物聯網裝置相關軟體。任何物聯網裝置想取得HomeKit支援都必須先通過蘋果的認證，並在硬體內加入加密的協同處理器以保護用戶資料。
在iOS 10中，與HomeKit相關的功能整合為家庭應用程式。

### 音樂
自iOS 8.4起，音樂應用程式內新增了音樂串流服務Apple Music及廣播電台Beats 1。

### Passbook
自iOS 8.1起，Passbook應用程式加入了對蘋果行動支付服務Apple Pay的支援。Apple Pay僅支援iPhone 6及iPhone 6 Plus以上裝置。

### Safari
Safari現在支援WebGL圖形應用程式介面。

### 天氣
在iOS 8中，天氣資料來源由雅虎天氣改為The Weather Channel；同時，應用程式介面也有些許改變。

### Touch ID
iOS 8現在允許第三方應用程式使用Touch ID。

### 提示
iOS 8新增提示應用程式，定期提供關於iOS的小知識。

### 與大中華地區相關的新設計
iOS 8的第二曆法中新增了農曆，改善了大陸地區的地圖資料，同時加強了Siri的中文語音識別能力。此外，系統語言亦加入了香港繁體中文的選項。

## 問題

### iOS 8.0.1更新問題
iOS 8.0.1於2014年9月24日發布。此更新預計將修復如HealthKit健康功能、第三方鍵盤支援失效、SMS和MMS訊息接收失敗等問題，卻在推出正式版後出現無法接收電信訊號、Touch ID失效等問題，蘋果因此緊急撤回更新，並建議受到影響的用戶重新安裝iOS 8.0，等待更新。隔日，蘋果推出iOS 8.0.2更新，修正問題。

### 「Effective power」漏洞
2015年5月，大量iOS 8裝置因為接收到一連串特殊符號及阿拉伯文的通知而當機重啟，若通知持續在鎖定畫面顯示，將導致裝置不斷當機重啟。此漏洞被媒體稱為「Effective power」。
蘋果於6月底推出iOS 8.4更新，修復了此問題。

### 字型缺失
iOS 8.2正式版推出後，部分用戶回報裝置出現缺字，事後發現問題與iOS的字型檔案位置改動相關。蘋果已推出更新修復此問題。

## 支援裝置
在 iOS 8，蘋果不再支援 iPhone 4，因此 iPhone 4無法升級至iOS 8，只停留在 iOS 7.1.2。

| - iPhone 4s - iPhone 5 - iPhone 5c - iPhone 5s - iPhone 6 - iPhone 6 Plus | - iPod touch (第五代) - iPod touch (第六代) | - iPad 2 - iPad (第三代) - iPad (第四代) - iPad Air (第一代) - iPad Air 2 - iPad mini (第一代) - iPad mini 2 - iPad mini 3 |  |

## 外部連結
- 官方网站（繁體中文）